# Julia Vignali
Julia Vignali (Parigi, 13 luglio 1975) è un'attrice e conduttrice televisiva francese.

## Biografia
Nata a Parigi da genitori italiani di Parma, Julia Vignali ha lavorato brevemente, dopo aver studiato commercio alla Grenoble School of Management, per il servizio di marketing della Polydor Records alla Universal Music, prima di apparire in diverse pubblicità.
Dal 2010 al 2012 ha presentato il meteo a La Matinale su Canal + e poi Les Maternelles su France 5. Ha lasciato il programma tre anni dopo alla fine della stagione 2015, sostituita da Sidonie Bonnec. Lo stesso anno, si è unita al programma C à vous sullo stesso canale, dove è editorialista mentre Anne-Elizabeth Lemoine presenta occasionalmente il programma. 
Nel settembre 2016 è editorialista del nuovo programma radiofonico di Alessandra Sublet dal titolo La Cour des grands e trasmesso nel tardo pomeriggio su Europe 1. Nell'ottobre 2016, si è unita a TF1 per presentare con Laurent Mariotte il programma mattutino #WEEKEND trasmesso ogni sabato. 
Nell'ottobre 2017 ha sostituito Faustine Bollaert presentando il concorso di pasticceria Le Meilleur Pâtissier su M6 con Cyril Lignac e Mercotte. Nello stesso anno, ha partecipato al programma speciale 40 ans du Puy du Fou : Les animateurs font le spectacle , in cui ha interpretato uno dei ballerini dello spettacolo Mousquetaire de Richelieu. 
Il 22 ottobre 2018, ha presentato nella seconda parte della serata su M6 un programma di appuntamenti intitolato Mon admirateur secret. Il 30 dicembre 2018, ha ospitato nella prima parte della serata su M6 con Ophélie Meunier una retrospettiva dell'anno dal titolo Ils ont fait 2018. 
Dal 23 agosto 2021 presenta su France 2 dal lunedì al giovedì, con Thomas Sotto, il programma mattutino Télématin.

## Vita privata
È la madre di un ragazzo chiamato Luigi. Si è sposata nel 2012 con uno sceneggiatore di nome Julien. Si sono separati nel 2014. Nel febbraio 2014 lei e Kad Merad hanno ufficializzato la loro relazione alla cerimonia del Magritte Award in Belgio.

## Filmografia

### Cinema
- La Beuze, di François Desagnat (2002)
- Belle Ordure, di Grégory Morin (2003)

### Teatro
- Show Biz’, di Erwan Larher (2003)

### Televisione
- La Vie devant nous (2000)
- Le Lycée (2001)
- Le 17 (2002)
- Avocats et associés (2005)
- Belle et zen (2007)
- Seconde chance - serial TV, 180 puntate (2008-2009)

## Programmi televisivi
- MCM (1997)
- Comédie! (2001)
- La matinale (2010)

## Pubblicità
- Toyota (2000)
- Yoplait (2004)
- L'Oréal (2005)
- Andrelon (2006)
- Peugeot 908 (2007)
- SFR (2010)
- Le Chat (2010)